# Qalay-I-Zal (huyện)
Qalay-i-Zal là một huyện thuộc tỉnh Kondoz, Afghanistan. Dân số thời điểm năm 1999 là 58,268 người.